# معماری نئوباروک
معماری نئو باروک (احیای باروک یا معماری امپراتوری دوم) در فرانسه یک سبک معماری در آخر قرن نوزدهم بود. این دوره بیانگر دوره‌ای است که در آن جنبه‌های اصلی معماری باروک حفظ شده ولی تقارن زمانی با دوره باروک یعنی قرون هفده و هجده میلادی ندارد. عناصر سنتی معماری باروک جزئی اساسی از برنامه درسی مدرسه هنرهای زیبای بوزار پاریس، مدرسه برجسته معماری در نیمه دوم قرن نوزدهم بود. از معمارهای این سبک می‌توان به فردیناند فلنر، هرمان هلمر، آرتور مینینگ و سر ادوین لوتینز اشاره کرد.

## نگارخانه

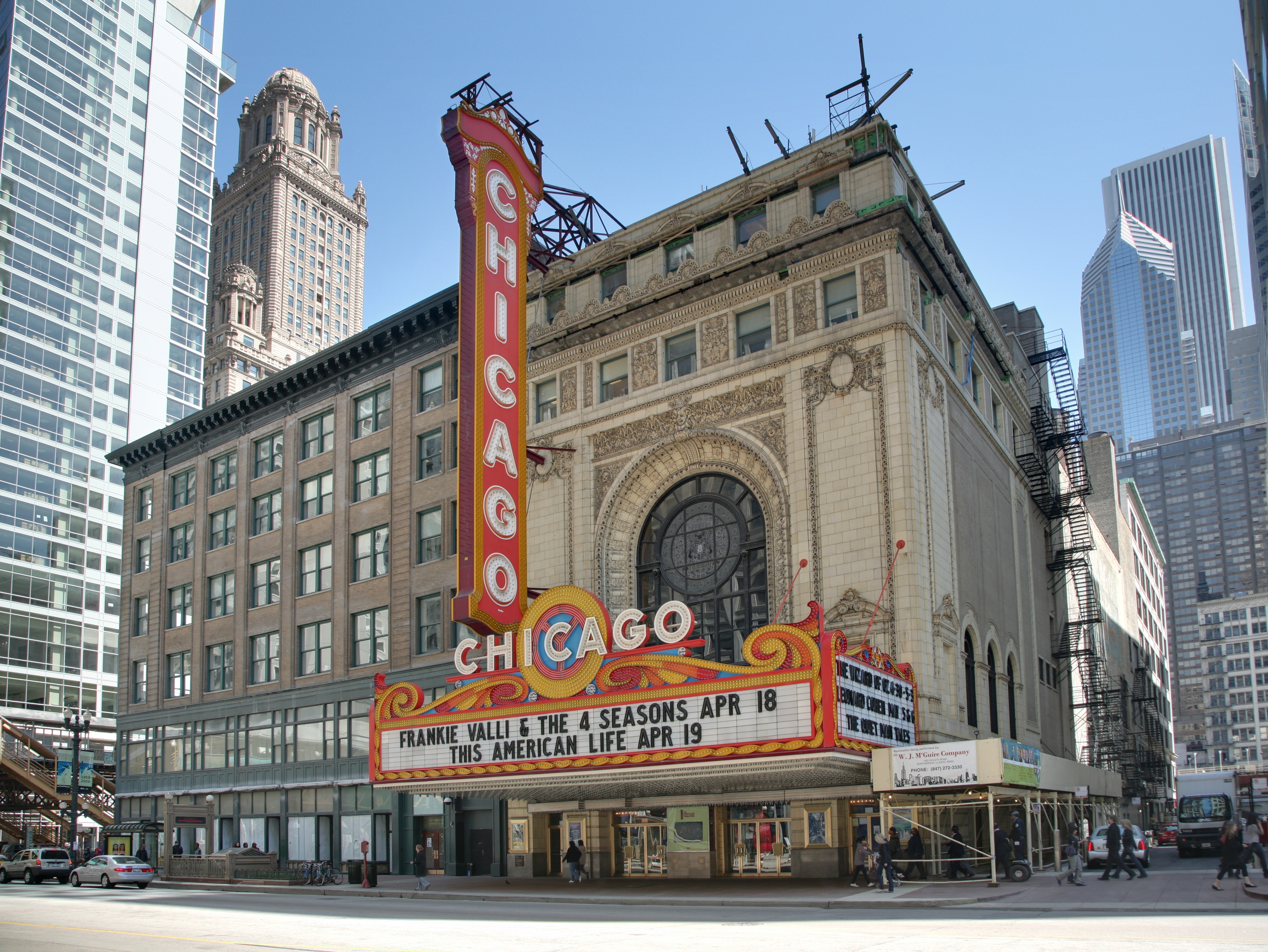
تئاتر شیکاگو
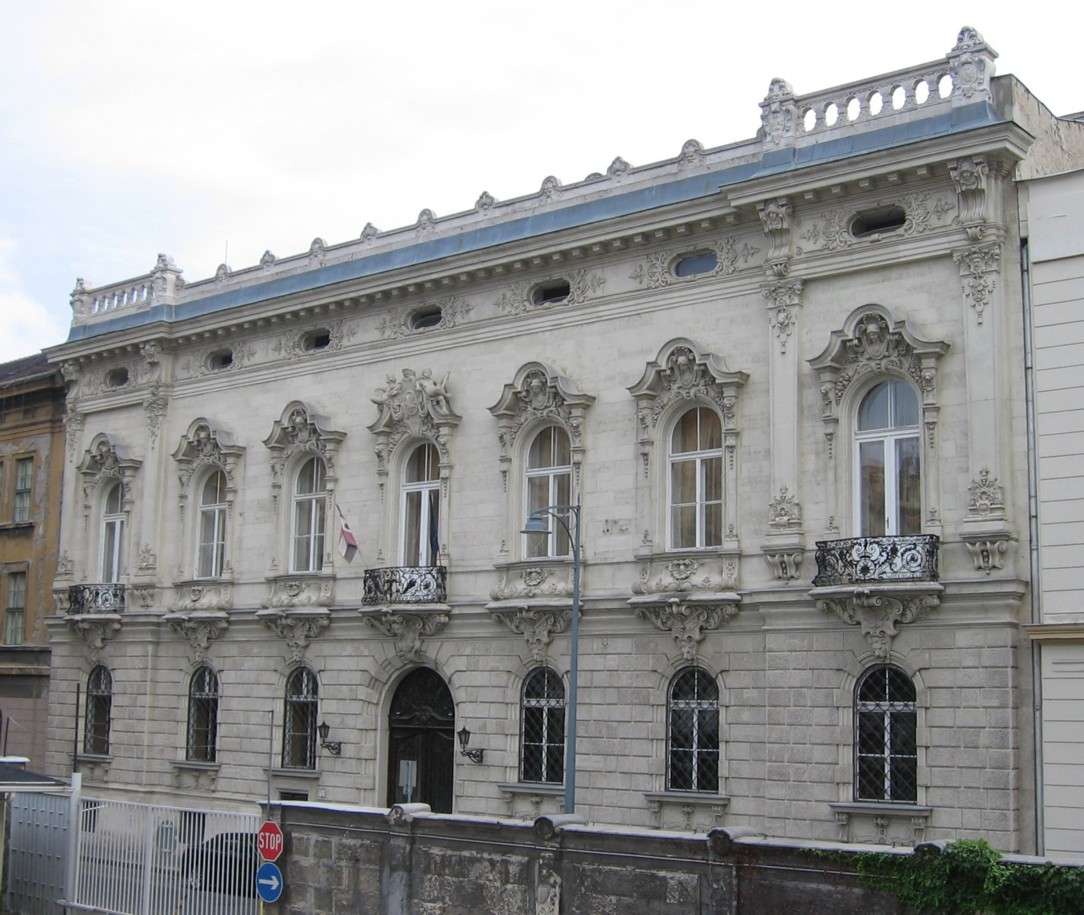
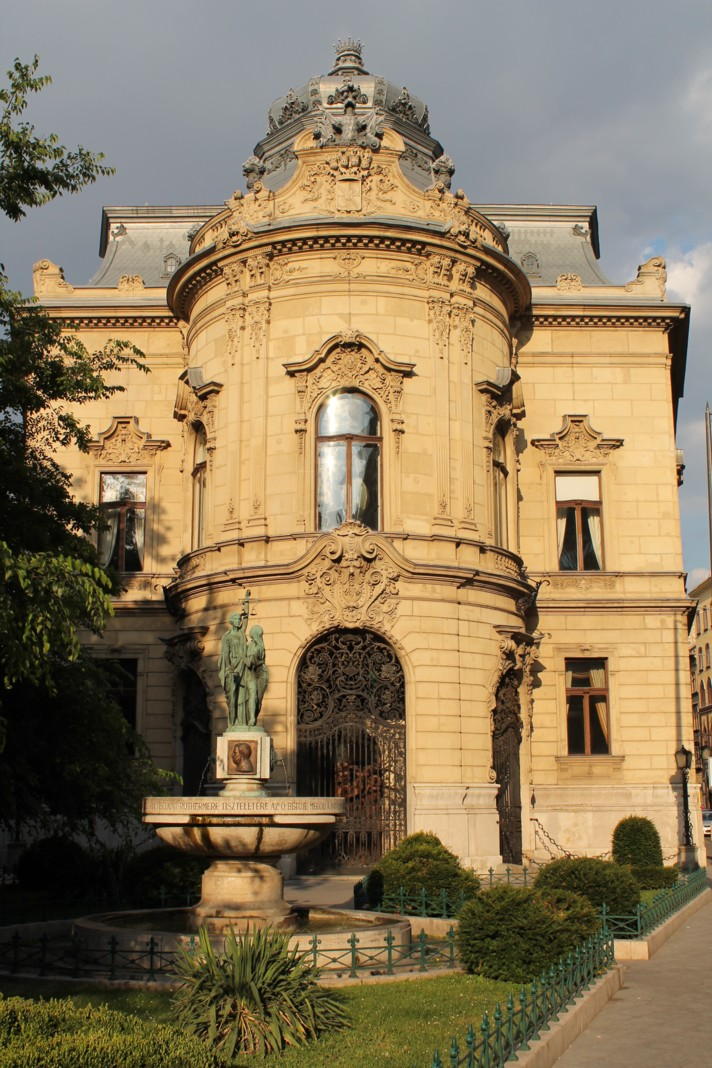
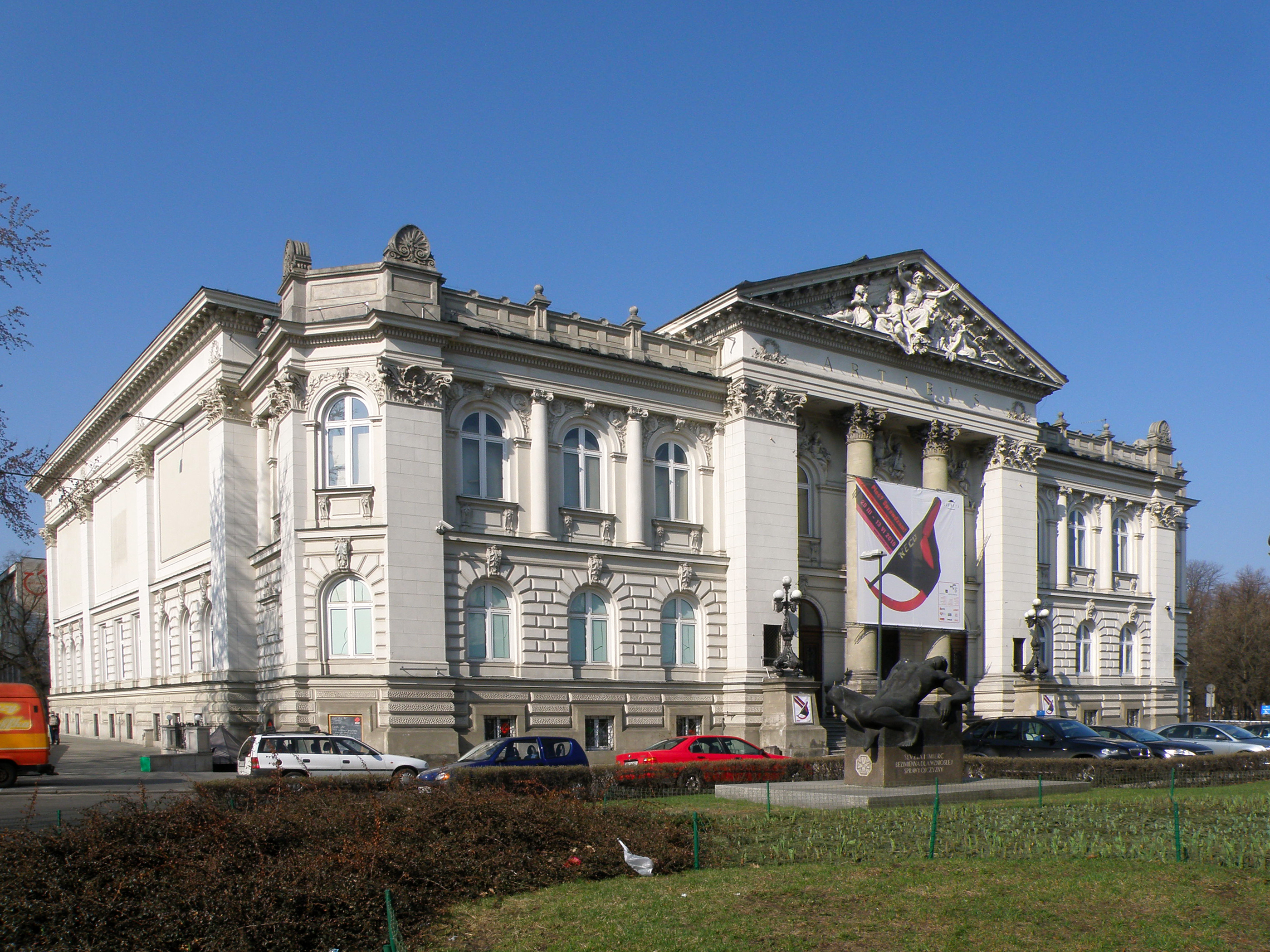